# Mayhem (groupe britannique)
Pour les articles homonymes, voir Mayhem (homonymie).
Mayhem est un groupe de street punk et oi! britannique, originaire de Southport, Sefton, Merseyside, en Angleterre,,.

## Biographie
Mayhem est un groupe de Street Punk qui partageait des membres avec Blitzkrieg et Insane (groupe). Progressivement, leur style a évolué vers le metal, influencés par Motörhead.

## Membres

### 1982-1983
Chant : Mick McGhee
Guitare : Johnny Liu (ex Paraquat, pre-Blitzkrieg)
Basse : Deadcat (ex-The Set Up, pre-Blitzkrieg)
Batterie : Collo (ex-Dumb Blondes)

### 1985
Chant : Mick McGhee
Guitare : Chris Hind (pre-Blitzkrieg)
Basse : Deadcat
Batterie : Collo

### Membres occasionnels
Guitare : Gray Bentley,  Gary 'Gaz' Sumner - (pre Blitzkrieg, Insane), Will Maudsley, Pete Morley
Basse : Trev Aindow (pre-Insane, Blitzkrieg)
Batterie : Mick Johnson, Fred Doyle

## Discographie

### Singles et EP
- 1982 : Gentle Murder E.P, Riot City Records
- 1983 : Pulling Puppets Strings, Riot City Records
- 1985 : Bloodrush/Addictive Risk, Vigillante Records